# 봉산 곽씨
봉산 곽씨(鳳山郭氏)는 황해북도 봉산군을 본관으로 하는 한국의 성씨이다. 시조 곽봉(郭鳳)이 1511년(조선 중종(中宗) 6년) 문과에 급제하여 군수(郡守)를 역임하였다.

## 역사
봉산 곽씨(鳳山 郭氏)의 시조 곽봉(郭鳳)의 아버지는 부사과(副司果)를 역임한 곽의산(郭宜山)이다. 곽봉(郭鳳)의 자(字)는 응소(應韶)이다. 곽봉(郭鳳)은 1501년(연산군 7년)에 생원시에 합격하고, 1511년(중종 6년) 별시 문과에 급제하여 군수(郡守)를 역임하였다.
곽봉(郭鳳)의 아들인 곽희조(郭熙祖)도 1528년(중종(中宗) 23년) 식년 문과에 급제하여 군수(郡守)를 역임하였다.

## 본관
봉산(鳳山)은 황해도 봉산군, 은파군, 사리원시 일대의 지명이다. 본래 고구려의 휴암군(鵂嵓郡)이다. 신라가 통일한 후 서암군(栖巖郡)으로 고쳤고, 고려 초에 봉주(鳳州)로 개칭하였다. 1413년(조선 태종 13년)에 봉산군으로 고쳤다. 1947년에 사리원면이 사리원시로 승격하면서 황해북도 봉산군에서 분리되었다.

## 인구
봉산 곽씨는 2015년 대한민국 통계청 인구조사에서 6명으로 조사되었다.

## 같이 보기
- 청주 곽씨
- 현풍 곽씨
- 선산 곽씨